# Giovanni Battista Mascolo
Giovanni Battista Mascolo (* 14. Juni oder 24. Juni 1583 in Neapel; † 20. Juli 1656 ebenda) war Jesuit und Professor der Philosophie.

## Leben
Sein Vater wollte, dass Giovanni Battista Mascolo wie sein älterer Bruder Alfonso Jurisprudenz studierte. Doch trat der Fünfzehnjährige im Jahr 1598 den Jesuiten bei. Hier entwickelte er neben seinen rhetorischen und exegetischen Fähigkeiten vor allem seine lyrische Begabung. Bei den Jesuiten lehrte er als Professor 17 Jahre lang Rhetorik, Exegese, zudem hebräische Literatur. Der Pestepidemie der Jahre 1656/66 fiel Giovanni Battista Mascolo zum Opfer.
Neben  seinen lyrischen Werken gab er einen Heiligenkalender für jeden Tag des Jahres heraus. Als Zeitgenosse beschrieb er in seinem Werk De incendio Vesuvii XVII Kal. Jan. 1631 aus dem Jahr 1633 den Ausbruch des Vesuvs vom 16. Dezember 1631. Schätzten Autoren des 19. Jahrhunderts den weitgehend vergessenen Jesuiten noch bestenfalls als Dichter, gilt er im 21. Jahrhundert vor allem Chronologiekritiker als Kronzeuge. Sie knüpfen heute weitreichende Spekulationen an seine Beschreibung des Vesuvausbruchs von 1631, da sie dem Werk entnehmen möchten, dass das antike Pompeji erst in diesem Jahr untergegangen sei, bis dahin aber als zuletzt florierendes Renaissance-Städtchen Unteritaliens existiert habe. Gleichwohl beschreibt Giovanni Battista Mascolo weder Pompeji noch Herculaneum als seit der Antike bestehende und erst vom Ausbruch 1631 betroffene Städte, sondern führt die Zerstörung beider im Kapitel Chronologia als Antik an, wobei er das Ereignis auf das Jahr 81 statt wie heute üblich auf das Jahr 79 n. Chr. datiert. Entgegen dem Versuch der Chronologiekritiker, ihn als einziges Zeugnis zu vereinnahmen, gibt es von den Ausbrüchen der Jahre 512, 685, 993, 1036, 1139, 1500 viele Zeugnisse. Mit dem Ausbruch des Jahres 1631 stieg die Anzahl gar auf knapp 100 der ansonsten seitens der Chronologiekritiker nicht ausgewerteten Quellen.

## Werke
- Lyricorum sive odarum libri XVI. Apud Dominici Macarani, Neapel 1625 (Digitalisat).
- De incendio Vesuvii excitato XVII kal. ianuar. anno trigesimo primo saeculi decimiseptimi libri X. Ex officina Secundini Roncalioli, Neapel 1633 (Digitalisat).
- Encomia coelitum digesta per singulos anni dies... Apud Franciscum Sauium, Neapel 1638 (Digitalisat).
- Gladius, ac pugio impietatis, sive persecutiones Ecclesiae cruentae ab idololatris, et haereticis. Ex Typographia Dominici Maccarani, Neapel 1651.
- Eruditarum lectionum veterum Patrum, libri acroamatici, sive medulla Patrum. 4 Bände. Apud Sauionos, Venedig 1649–1660.